# Домажличи

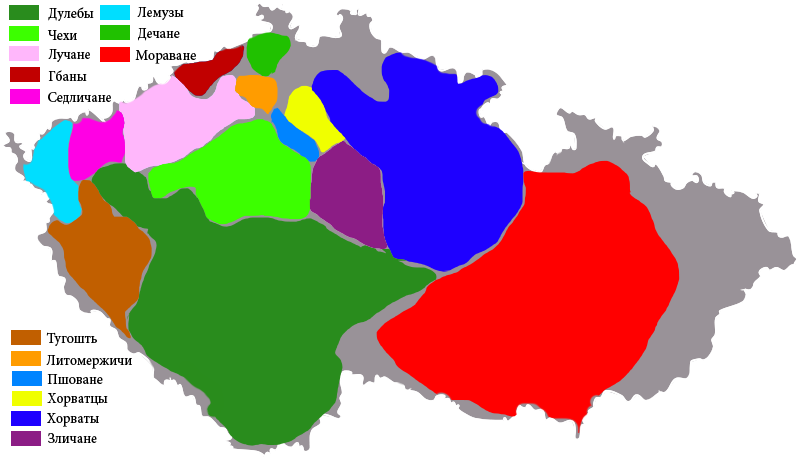
Местоположение средневековых чешских племён в границах современного государства Чехия.

Домажличи — западнославянское племя, которое в V—VI веках поселилось в предгорьях хребта Шумава и хребта Чешский лес (в окрестностях современного города Домажлице) и вместе со своими соседями Седличанами, дулебами и чехами приняло участие в объединении чешских племен и формировании чешской нации.